# Donald Glaser
Donald Arthur Glaser (Cleveland, 21 settembre 1926 – Berkeley, 28 febbraio 2013) è stato un fisico e neurobiologo statunitense, vincitore del premio Nobel per la fisica nel 1960, per «l'invenzione della camera a bolle».

## Biografia
Nato a Cleveland, ha ottenuto il Bachelor of Science in fisica e matematica presso il Case Institute of Technology nel 1946 e il Doctor of Philosophy presso il Caltech di Pasadena nel 1949. Divenne istruttore presso l'Università del Michigan e, in seguito, professore (1957) nel medesimo ateneo. Si trasferì all'Università di Berkeley nel 1959, in qualità di professore di fisica. Nel periodo a Berkeley si dedicò allo studio delle particelle elementari aventi vita media breve. La camera a bolle permetteva di osservare il tempo di vita delle particelle.
Dal 1962 iniziò a studiare biologia molecolare, a partire da un progetto sul cancro provocato dai raggi UV. Nel 1964 ottenne, quindi, il titolo di professore di biologia molecolare. È stato professore di fisica e neurobiologia.